# Love's Labor Lost (film)
Love's Labor Lost er en amerikansk animationsfilm fra 1920 af Vernon Stallings.